# گاما کلاغ
گاما کلاغ یک ستاره است که در صورت فلکی کلاغ قرار دارد.